# Championnat du Nicaragua de football 1947
Navigation
Saison précédente Saison suivante
La Primera División 1947 est la onzième édition de la première division nicaraguayenne.
Lors de ce tournoi, le Ferrocarril a tenté de conserver son titre de champion du Nicaragua face aux meilleurs clubs nicaraguayens.

## Bilan du tournoi
| Tableau d'Honneur |             |
| Compétition       | Vainqueur   |
| Primera División  | Colegio C-A |

| Promotions et relégations   |         |
| Relégué en Segunda División | Inconnu |
| Promu de Segunda División   | Inconnu |